# Sari (roba)

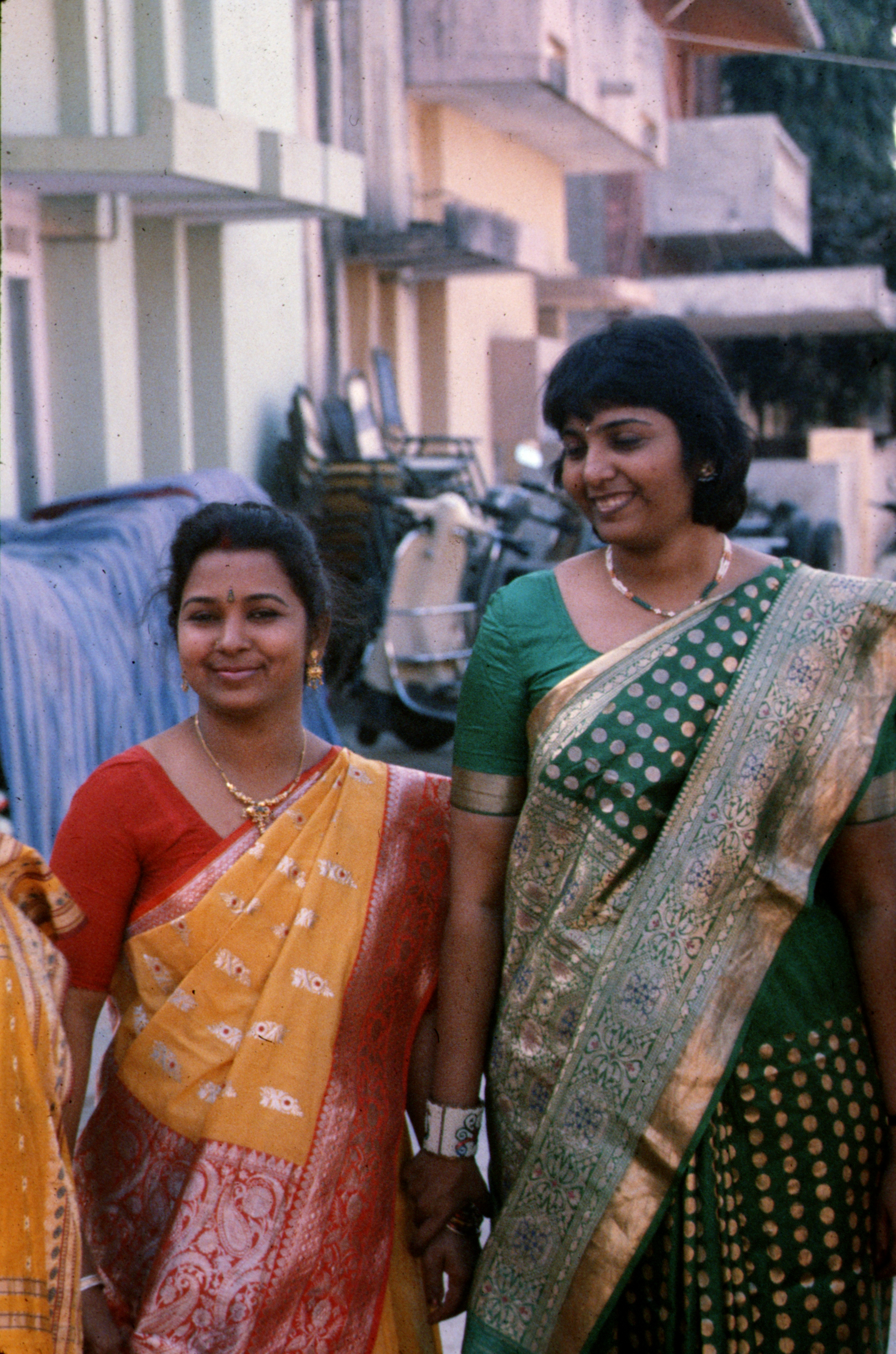
Dues dones vestides amb saris, 1992

Un sari és un vestit femení tradicional de cos sencer, constituït d'una sola peça rectangular, generalment de cotó o de seda, de 5,20 metres de llargada –pot ser una mica més si la dona és de talla gran– i sempre d'1,12 metres d'amplada, que s'ajusta al voltant del cos sense costura ni agulles.
El sari és propi del subcontinent indi, que inclou l'Índia, Nepal, Bangladesh, Pakistan i Sri Lanka. Es porta sobre una mena de samarreta de màniga curta que arriba fins a la cintura. Sol ésser de seda o cotó molt fins i lleugers i pot ésser llis, estampat o adornat amb or. N'hi ha de més rics i fins, per a ocasions especials, i d'altres més de diari. El seu color pot variar segons les regions i circumstàncies.